# Dongen
Dongen  è un comune olandese di 25 068 abitanti situato nella provincia del Brabante Settentrionale.